# Hvo, som elsker sin Fader
Hvo, som elsker sin Fader er en dansk stumfilm fra 1916, der er instrueret af Holger-Madsen efter manuskript af Helge Wamberg.

## Handling
Denne artikel mangler et handlingsreferat. Hjælp os med at skrive det.

## Medvirkende
- Carl Lauritzen - Brown, redaktør af "Faklen"
- Marie Dinesen - Browns hustru
- Alf Blütecher - Willy, Browns søn
- Alma Hinding - Clara Grey, Willys kæreste
- Aage Hertel - Grev Hilmer, konseilpræsident
- Erik Holberg - Fyrsten
- Moritz Bielawski
- Oscar Nielsen
- Doris Langkilde